# Fontenay-aux-Roses
Fontenay-aux-Roses település Franciaországban, Hauts-de-Seine megyében. Lakosainak száma 24 586 fő (2022. január 1.). Fontenay-aux-Roses Le Plessis-Robinson, Clamart, Châtillon, Bagneux és Sceaux községekkel határos.

## Népesség
A település népességének változása:
| Lakosok száma | 22 378 | 23 963 | 24 383 | 24 564 | 25 342 | 25 531 | 25 174 | 24 772 | 24 586 |
|               | 2013   | 2015   | 2016   | 2017   | 2018   | 2019   | 2020   | 2021   | 2022   |